# 菊池正義
菊池 正義（きくち まさよし、生年不詳 - 寛永4年（1627年））は、戦国時代から江戸時代前期にかけての武将。菊池氏の末裔。陸奥国糠部郡・鶴ヶ崎順法寺城、田名部館城主。
官位は伊豆守。兄は阿尾城主の菊池武勝（義勝）。
永禄7年（1564年）、嫡子の菊池正興と共に根城南部氏に従い、初め鶴ヶ崎順法寺城に居住。後に田名部館に移り住む。